# Colors (Utada Hikaru)
Colors (stilizzato COLORS) è il dodicesimo singolo della cantante giapponese Utada Hikaru, pubblicato il 29 gennaio 2003.
Colors è stato pubblicato come singolo indipendente, non venendo estratto da alcun album della cantante. Successivamente il brano è stato incluso nella raccolta Single Collection Vol. 1 del 2004 e nell'album in studio Ultra Blue.

## Il singolo
Il CD del singolo contiene alcuni bonus, tra i quali vari screensaver inediti.
La canzone è stata composta da Utada Hikaru appena prima di partire in viaggio di nozze con l'ex marito, Kazuaki Kiriya.
Il B-side Simple and Clean è la canzone utilizzata come tema principale del videogioco Kingdom Hearts.
Il singolo debuttò direttamente alla posizione numero 1 della classifica Oricon, restando in classifica per 45 settimane consecutive e diventando così il suo singolo rimasto per più tempo in classifica. 
Il photoshoot del singolo fu affidato al fotografo Kaoru Izima e la regia del PV fu affidata a Donald Cameron, mentre Kazuaki Kiriya (ex marito della cantante) si è occupato della direzione artistica del singolo. 
Sulla copertina e le pagine interne del booklet sono presenti alcuni disegni creati di Utada stessa, annotazioni di spartiti e parole di testi, è ben leggibile la parola 'Yes' ed è presente un disegno del Vaticano.
Il singolo si è posizionato alla posizione numero 3 della ORICON Yearly Chart dei singoli più venduti nell'anno 2003, con Colors inoltre è stato possibile assistere a ben 11 esibizioni da parte di Hikki nei più importanti programmi musicali nipponici (cosa da considerare rara dato che la cantante non si mostra in TV molto spesso), e si posizionò alla posizione 27 della World Charts per l'airplay e alla numero 6 per le vendite. 
A maggio 2006, il singolo ha venduto 803 790 copie.
Un remix speciale della canzone fu fatto appositamente per la pubblicità televisiva Toyota WISH commercializzata in Giappone, Taiwan, Thailandia e Malaysia.

## Tracce
1. COLORS
2. Simple and Clean
3. Simple and Clean -PLANITb Remix-

## Classifiche
| Classifica (2003) | Posizione massima |
| ----------------- | ----------------- |
| Giappone          | 1                 |